# Тетрі-Цкаро
Тетрі Цкаро (груз. თეთრი წყარო) — місто, адміністративний центр Тетріцкарського муніципалітету, мхаре Квемо Картлі, південна Грузія.  Розташоване на схилі Ґомерського хребта, з лівого боку річки Чивчаві, на висоті 1180 м над рівнем моря. Проголошено містом у 1966 році. Населення – 3093 чол. (2014 р.).

## Етимологія
У перекладі з грузинської Тетрі Цкаро означає "біле джерело". До 1940 року місто носило назву Агбулагі, що має турецьке коріння.

## Інфраструктура
У місті є промислові підприємства, заклади охорони здоров’я, освіти та культурні установи. Через місто проходить залізнична гілка Тбілісі – Ахалкалакі.

## Пам’ятки
На місці Тетрі Цкаро розташовувалось історичне село Ґарісі, залишився монастирський комплекс Піргебулі, церква XII ст. Поблизу міста є археологічна пам’ятка доби енеоліту – Тетрі Цкарос Насопларі, та місто-фортеця Самшвілде.